# Animotion
Animotion is een Amerikaanse new wave- en synthpopband, opgericht in 1983 in Los Angeles.

## Bezetting
Oprichters
- Astrid Plane (zang, 1983–1988, sinds 2001)
- Bill Wadhams (zang, 1983–1988, sinds 2001)
- Paul Engemann (zang, 1988–1990)
- Cynthia Rhodes (zang, 1988–1990)
- Charles Ottavio (gitaar, 1983–1988, sinds 2001)
- Paul Antonelli (keyboards, 1983–1984)
- Frenchy O'Brien (drums, 1983–1984)
- Jim Blair (drums, 1985–1990)

Huidige bezetting
- Charles Ottavio (gitaar)
- Gregory Smith (keyboards, sinds 1988)
- Kevin Rankin (drums, sinds 2001)
- Don Kirkpatrick (gitaar, sinds 1986)
- Astrid Plane (zang)
- Bill Wadhams (zang)

## Geschiedenis
De band werd opgericht door Astrid Plane en Charles Ottavio, die voorheen lid waren van de ontbonden retro-sciencefictionband Red Zone. Twee andere leden waren de voormalige bandleden, toetsenist Paul Antonelli en drummer Frenchy O'Brien. Charles Ottavio verwisselde de managerpositie voor het basinstrument, terwijl Astrid Plane de zangpartijen bleef overnemen en de bandnaam ontwierp. Larry Ross van CBS Records werd de manager van de band. Hij was het ook die met Bill Wadhams een tweede zanger voor de band kon inhuren. De band tekende in 1984 een platencontract bij Polygram. Het album Animotion werd eind 1984 uitgebracht kort nadat het contract was ondertekend. De daaropvolgende hitsingle Obsession kwam in de herfst van 1984 in de winkels en werd hun eerste top 10-hit. Michael Des Barres en Holly Knight schreven de titel oorspronkelijk. Tegelijkertijd scheidden Paul Antonelli en drummer Frenchy O'Brian zich van de band.
Gitarist Don Kirkpatrick werd begin 1986 toegevoegd. Met hem werd het volgende album Strange Behavior opgenomen, dat in het voorjaar van 1986 uitkwam. Van deze lp kwam het nummer I Engineer uit als een pre-publicatie, die het grootste succes in Duitsland behaalde met #2 in de hitlijsten. Het nummer was ook succesvol in andere Europese landen, maar in de Verenigde Staten behaalden ze alleen onderste plaatsen in de hitlijst. Van 1986 tot 1987 was de band voornamelijk actief met live optredens. Ze speelden met Depeche Mode, Eurythmics, Genesis, Howard Jones, INXS, Phil Collins en Simply Red en waren te gast bij verschillende tv-shows, maakten video's of gaven interviews. In 1987 reikten Bill Wadhams en Astrid Plane samen met Diana Ross de American Music Awards uit.
In de zomer van 1988 verlieten de twee zangers Bill Wadhams en Astrid Plane de band, waarna Animotion werd ontbonden. Eind 1988 werd de band weer herenigd met toetsenist Gregory Smith, drummer Jim Blair en de zangers Paul Engemann en Cynthia Rhodes. De band kon echter niet langer voortbouwen op de eerdere successen. In het voorjaar van 1989 was het nummer Room to Move van de soundtrack van de film My stepmother is an Alien niettemin een verrassingshit. De single klom naar #9 in de Amerikaanse billboard-hitlijsten. Begin 1990 ging de band weer uit elkaar. Op 8 februari 2001 maakte Bill Wadhams bekend dat Animotion zich zou herenigen. De band heeft sindsdien opgetreden bij verschillende concerten en shows.

## Discografie

### Singles
- 1984:	Obsession
- 1985:	Let Him Go
- 1986:	I Engineer
- 1986: I Want You
- 1986: Strange Behavior
- 1989:	Room to Move
- 1989: Calling It Love

### Albums
- 1984:	Animotion (Mercury) (in Canada uitgebracht als The Language of Attraction)
- 1986:	Strange Behavior
- 1989:	Animotion (Polydor)
- 2016:	Raise (Invisible Hands Music)

### Compilaties
- 1996: Obsession: The Best of Animotion
- 1998: Obsession
- 2006: 20th Century Masters: The Best of Animotion